# 蝙蝠俠：元年
《蝙蝠侠：元年》（英語：Batman: Year One）是一部2011年的超级英雄电影，基于1987年同名漫画改编，于7月22日首次出现在国际动漫展上，正式发布于10月18日。这部影片由劳伦·蒙哥马利和山姆·刘执导。这是迄今为止第12部在DC宇宙動畫原創電影上映的电影，并以DVD和光碟的形式发行。